# Кучев, Младен
Младен Величков Кучев (болг. Младен Величков Кучев; род. 29 января 1947, Згалево, Болгария) — болгарский тяжелоатлет, серебряный призёр летних Олимпийских игр (1972).

## Биография
Родился 29 января 1947 года в селе Згалево, Плевенская область, Болгария. С 1964 года выступал в составе клуба «Спартак» (Плевен) под руководством тренера Ивана Дилова.
В 1969, 1970, 1973 и 1975 годах выступал на чемпионатах мира по тяжёлой атлетике, завоевав три серебряные и одну бронзовую медаль, а также многократно становился чемпионом Европы. В 1968 году представлял Болгарию на летних Олимпийских играх в Мехико. В 1972 году завоевал серебряную медаль на летних Олимпийских играх в Мюнхене. В 1976 году получил серьёзную травму, в результате которой завершил спортивную карьеру.